# 3 (película)
3 es una película de comedia dramática dirigida por Pablo Stoll que se estrenó el 5 de julio de 2012, realizada en coproducción de Alemania, Argentina y Uruguay. 

## Antecedentes
A mediados de 2006, Stoll se encontraba escribiendo el guion de esta película en conjunto con Juan Pablo Rebella y Gonzalo Delgado. Tras el suicidio de Rebella, el proyecto quedó interrumpido hasta que Stoll lo retomó y concretó varios años después.

## Argumento
A Rodolfo (Humberto de Vargas) la vida le parece vacía y fría en su casa, en donde parece sobrar. Por su parte, su primera esposa Graciela (Sara Bessio) y la hija adolescente de ambos, Ana (Anaclara Ferreyra Palfy), están viviendo momentos definitorios de sus vidas. Sutilmente, Rodolfo tratará de ocupar el lugar que tenía junto a ellas y dejó hace diez años. 3 es una comedia sobre tres personas y su absurda condena: ser una familia.

## Elenco
- Humberto de Vargas, como Rodolfo.
- Sara Bessio, como Graciela.
- Anaclara Ferreyra Palfy, como Ana.
- Inés Bortagaray, como la adscripta.
- Néstor Guzzini, como Dustin.
- Santiago Pedrero, como Víctor.
- Matías Ganz, como Matías.
- Carolina Centurión, como Mica.
- Fabián Arenillas, en el rol de médico.

## Música
En esta película se escuchan temas de Astroboy, El Cuarteto de Nos, Chicos Eléctricos, The Supersónicos, Eté & Los Problems, Los Delfines, Sexteto Electrónico Moderno, Fernando Cabrera, Vieja Historia, Hablan por la Espalda, Jimmy Helms, Guided by Voices y Opa.

## Recibimiento
El semanario Búsqueda, en su edición del jueves 26 de abril, tituló: «Prueba de fuego superada: 3, de Pablo Stoll, irá al Festival de Cannes». En el 65.º Festival de Cannes, 3 cosechó aplausos en su presentación en la sección paralela Quincena de Realizadores.

## Premios y distinciones
Pablo Stoll, el director de esta película, fue galardonado con el premio a Mejor Director en la edición del Festival Unasur Cine de 2012 por su labor en esta obra.